# Portugiesisch-seychellische Beziehungen
Die portugiesisch-seychellischen Beziehungen beschreiben das zwischenstaatliche Verhältnis zwischen Portugal und den Seychellen. Die Länder unterhalten seit 1985 direkte diplomatische Beziehungen.
Die Beziehungen gelten als gut und freundschaftlich, jedoch noch ausbaufähig. Historisch bedeutendster Bezugspunkt ist die Ankunft der Portugiesischen Seefahrer 1502, die die Inseln auf ihrem Seeweg nach Indien als erste Europäer entdeckten. Heute sind Portugal und die Seychellen Partner in einigen multilateralen Organisationen, neben den verschiedenen UN-Organisationen insbesondere wirtschaftsorientierte Gremien wie die Welthandelsorganisation (WTO) und die umstrittenen Wirtschaftspartnerschaftsabkommen (EPA) der EU mit den AKP-Staaten, zu denen die Seychellen gehören. Außerdem sind Einheiten der Portugiesischen Luftstreitkräfte auf den Seychellen im Rahmen der European Union Naval Force  – Somalia stationiert.
Im Jahr 2018 waren 10 Staatsbürger der Seychellen in Portugal gemeldet, davon vier im Distrikt Lissabon und drei auf der Insel Madeira. Im Jahr 2017 waren den portugiesischen Behörden keine Bürger Portugals auf den Seychellen bekannt.

## Geschichte

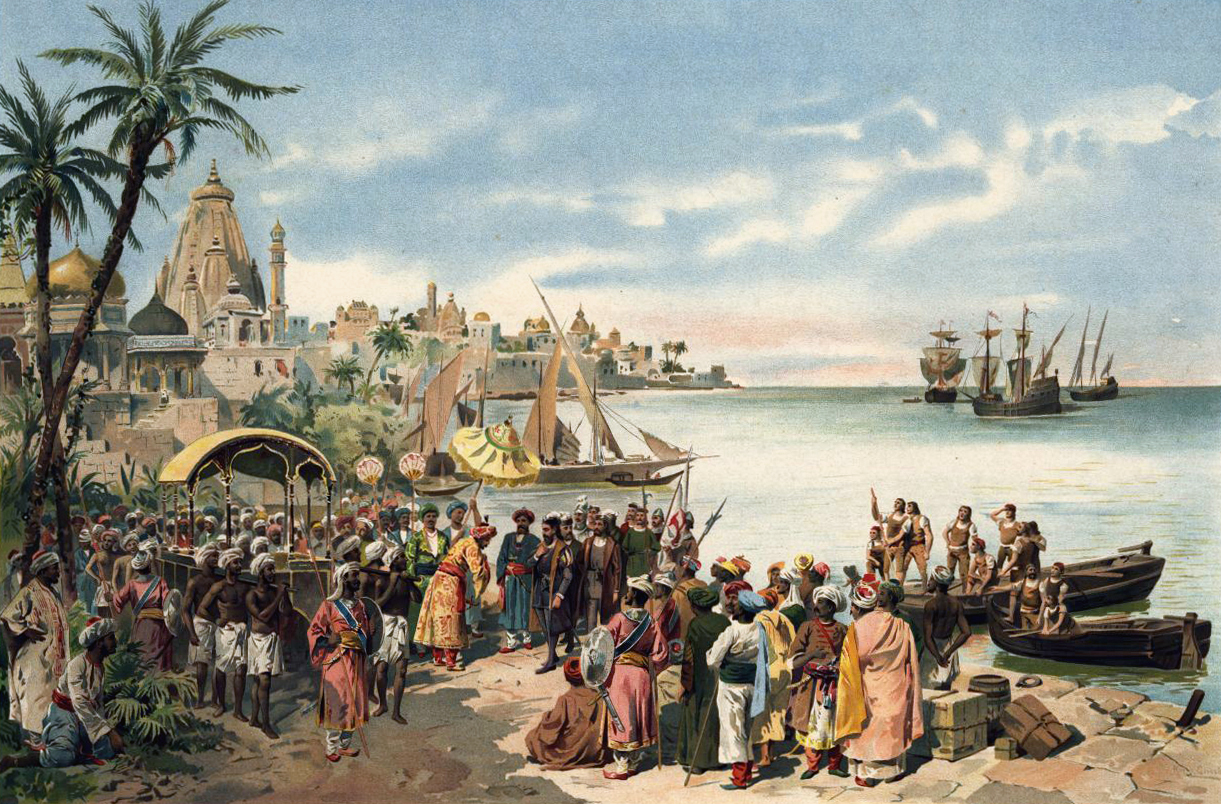
Ankunft der Flotte Vasco da Gamas in Indien 1498, Gemälde von Alfredo Roque Gameiro um 1900: Seefahrer aus der Flotte Vasco da Gamas entdeckten und betraten als erste Europäer 1502 die Seychellen

Teile der Flotte des portugiesischen Seefahrers Vasco da Gama ankerten 1502 an Inseln, die in Europa bis dahin unbekannt waren. Die Portugiesen nannten sie „Ilhas do Almirante“ (dt. Inseln des Admirals). Die Inseln erhielten daraus ihren heutigen Namen, Amiranten. Europa erhielt damit erstmals Kenntnis von den heutigen Seychellen.
Die Portugiesen interessierten sich danach nicht weiter für die Inseln, die erst 1742 wieder von Europäern angelaufen wurden und 1753 in französischen, ab 1814 in britischen Besitz kamen. Am 29. Juni 1976 erhielten die Seychellen ihre volle Unabhängigkeit. Das erst 1974 durch seine Nelkenrevolution zur Demokratie zurückgekehrte Portugal orientierte sich währenddessen nach Ende des Portugiesischen Kolonialkriegs 1975 in Richtung Europa.
1985 nahmen Portugal und die Seychellen diplomatische Beziehungen auf. Am 29. November 1990 schlossen sie ein Abkommen zur Kooperation in Kultur, Wissenschaft und Technik.
Ab 1991 gaben die Seychellen ihr Ein-Parteien-System auf und öffneten sich danach auch wirtschaftlich. Am 2. August 1995 schlossen Portugal und die Seychellen ein Abkommen zur wirtschaftlichen und technischen Zusammenarbeit. das am 8. August 1996 in Kraft trat.

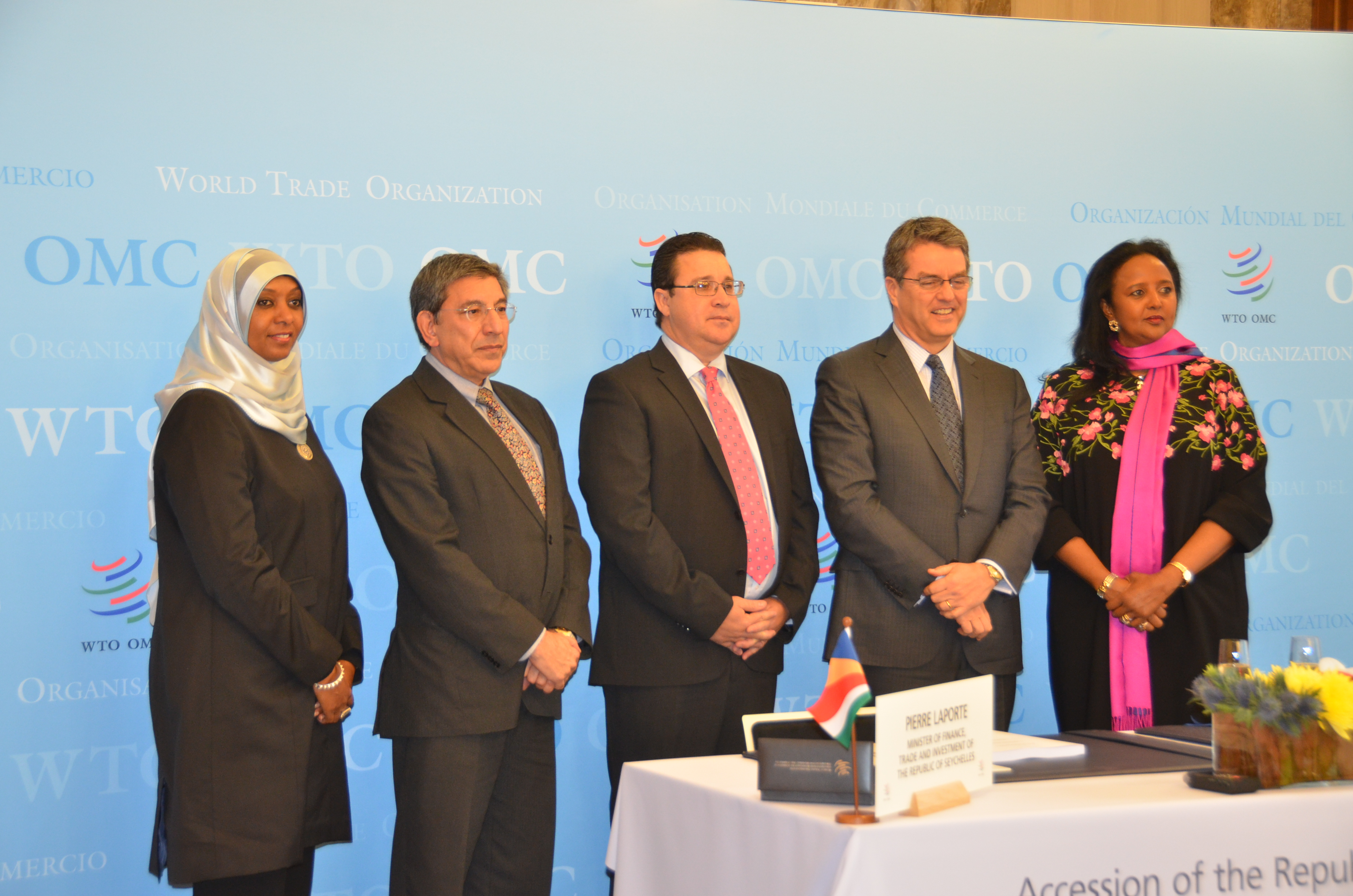
Aufnahme der Seychellen in die Welthandelsorganisation (WTO) 2014 in Genf

Nachdem die Seychellen 2008 zahlungsunfähig wurden, richtete das Land mit Hilfe des Internationalen Währungsfonds seine Wirtschaft neu aus und öffnete sich damit weiter. Zudem nahm die politische Aufmerksamkeit der Weltgemeinschaft für die Seychellen nun zu: mit dem Verfall Somalias nahm die Piraterie im Indischen Ozean stark zu. Mit der zunehmenden Bedrohung dieser wichtigen internationalen Handelswege entlang der ostafrikanischen Küste nahm auch die strategische Bedeutung der Seychellen für den international Kampf gegen die Piraterie zu. Portugals damaliger Verteidigungsminister Augusto Santos Silva besuchte im Juli 2010 dazu die Seychellen. Bei seinem Zusammentreffen mit dem seychellischen Präsidenten James Alix Michel vereinbarten sie eine engere Zusammenarbeit und Ausweitung ihrer Kooperation im Kampf gegen die regionale Piraterie und im Rahmen der Operation Atalanta, bei der auch portugiesisches Militär auf die Seychellen kam.
2014 wurden die Seychellen in die Welthandelsorganisation aufgenommen, der Portugal als EU-Mitglied automatisch angehört. In der Folge nahm auch der bilaterale Handel zwischen Portugal und den Seychellen zu.
Anlässlich der Akkreditierung des seychellischen Botschafters Bernard Shamlaye beim portugiesischen Staatspräsidenten Aníbal Cavaco Silva am 20. Januar 2015 betonten beide Seiten ihre Verbundenheit und ihre übereinstimmenden Interessen, etwa die wirtschaftliche Bedeutung eines sauberen Meeres für die beiden meerverbundenen Nationen oder die Bemühungen zum Ausbau Erneuerbarer Energien und anderer Maßnahmen zur Eindämmung der Globalen Erwärmung. Sie besprachen dabei eine stärkere Zusammenarbeit in diesem Geiste zwischen beiden Ländern in den Bereichen Bildung, Kultur, Tourismus und Erneuerbare Energien, aber auch in internationalen Organisationen.

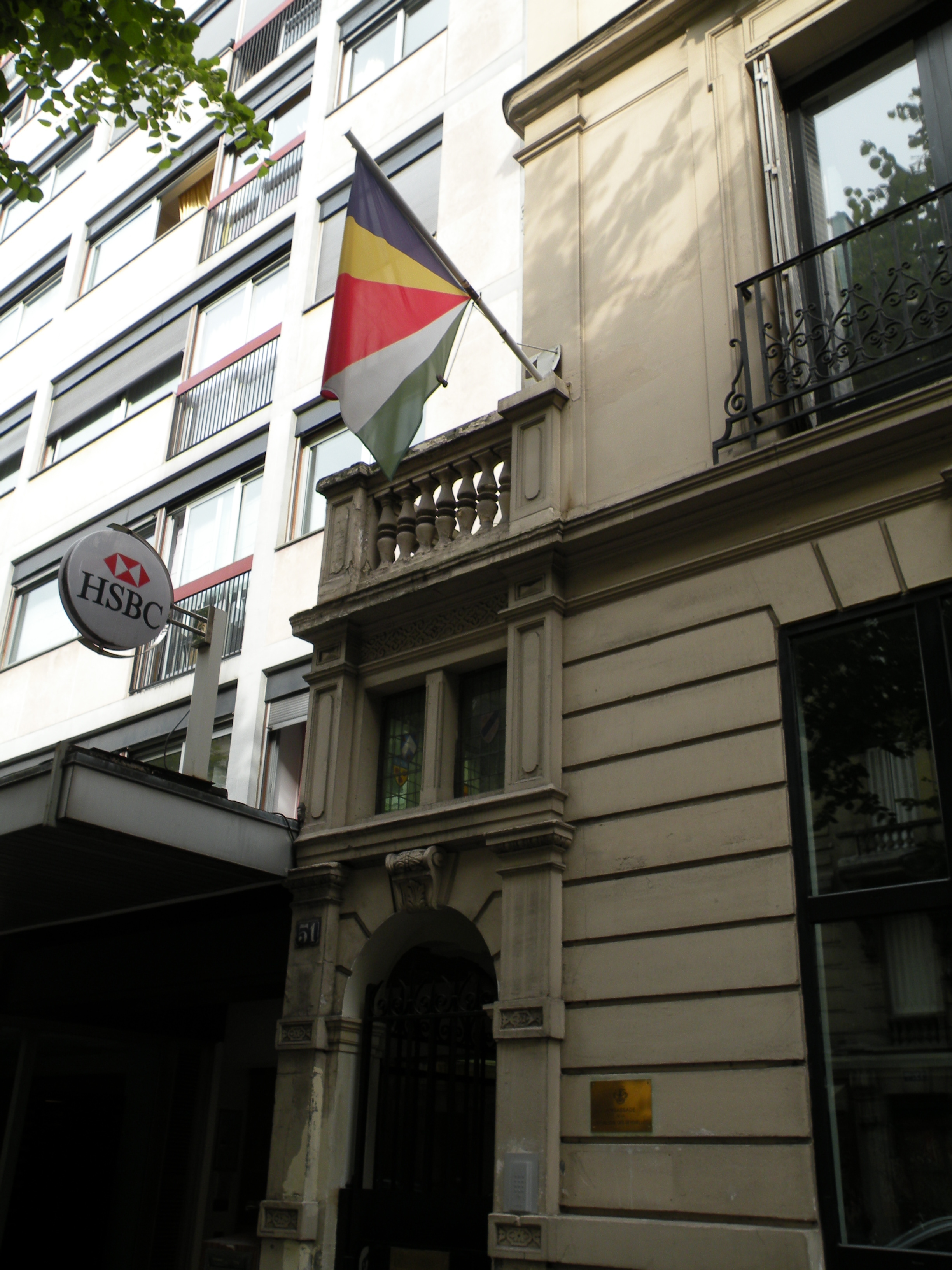
Die seychellische Botschaft in Paris. Portugal gehört zu ihrem Amtsbezirk

## Diplomatie
Portugal unterhält keine eigene Botschaft auf den Seychellen, das Land gehört zum Amtsbezirk der portugiesischen Vertretung in der mosambikanischen Hauptstadt Maputo. Auch Konsulate Portugals sind auf den Seychellen nicht eröffnet, das Land wird vom portugiesischen Generalkonsulat in Maputo betreut.
Die Seychellen führen ebenfalls keine eigene Vertretung in Portugal, das Land wird von der seychellischen Botschaft in Paris betreut. Auch seychellische Konsulate bestehen in Portugal nicht.

## Wirtschaft
Das Handelsvolumen zwischen Portugal und Seychellen im Jahr 2016 betrug 3,309 Mio. Euro (2015: 4,500 Mio., 2014: 1,153 Mio., 2013: 1,956 Mio., 2012: 1,897 Mio.), mit einem Handelsüberschuss von 3,289 Mio. Euro zu Gunsten Portugals (2015: 4,242 Mio., 2014: 1,147 Mio., 2013: 1,946 Mio., 2012: 1,815 Mio.). 17 portugiesische Unternehmen waren 2016 im Handel mit den Seychellen tätig.
Im Jahr 2016 führte Portugal Waren im Wert von 3,299 Mio. Euro in die Seychellen aus (2015: 4,371 Mio.; 2014: 1,150 Mio.; 2013: 1,951 Mio.; 2012: 1,856 Mio.), davon 48,8 % Maschinen und Geräte (v. a. Videokameras und Telekommunikationsgeräte), 24,7 % Metallwaren (v. a. Kabel) und 20,2 % landwirtschaftliche Erzeugnisse (v. a. Pflanzenöle).
Im gleichen Zeitraum lieferten die Seychellen Waren im Wert von 10.000 Euro an Portugal (2015: 129.000.; 2014: 3.000; 2013: 5.000; 2012: 41.000), ausschließlich Maschinen und Geräte (v. a. Kameras, Leuchtanzeigen u. ä.).
Damit standen die Seychellen für den portugiesischen Außenhandel an 128. Stelle als Abnehmer und an 175. Stelle als Lieferant, im seychellischen Außenhandel rangierte Portugal an 28. Stelle als Abnehmer und an 43. Stelle als Lieferant.
Die portugiesische Außenhandelskammer AICEP unterhält keine Niederlassung auf den Seychellen, zuständig ist das AICEP-Büro in der mosambikanischen Hauptstadt Maputo.

## Sport
Bei der FIFA-Beachsoccer-Weltmeisterschaft 2025 auf den Seychellen, der ersten Beachsoccer-Weltmeisterschaft in Afrika, trafen der dreimalige Weltmeister Portugal und die Auswahl des Gastgebers Seychellen nicht aufeinander. Die Seychellen beendeten die Gruppenphase punktlos als Gruppenletzter und schieden aus, während Portugal bis ins Halbfinale kam und dort mit 2:4 gegen Rekordweltmeister Brasilien unterlag und anschließend das Spiel um Platz 3 gegen den Senegal mit 3:2 gewann.
Bei der FIFA-Beachsoccer-Weltmeisterschaft 2015 in Portugal waren die Seychellen nicht vertreten, sie nahmen 2025 im eigenen Land das erste Mal an einer Beachsoccer-Weltmeisterschaft teil.